# Mohoidae
Mohoidae é uma família extinta de aves passeriformes endêmica do Havaí. Eram aves canoras nectarívoras. É a única família completamente extinta durante o período moderno.
Até recentemente, esses pássaros pertencia a família Meliphagidae, devido a semelhanças morfológicas. Um estudo de 2008, baseado em análise filogenética do DNA de espécimens de museus, demonstrou que os gêmeros Moho e Chaetoptila não pertenciam a Meliphagidae, estando mais relacionados com as famílias Bombycillidae, Dulidae e Ptilogonatidae. Essas aves não evoluíram de membros da família Meliphagidae, mas representam um caso de evolução convergente.